# Stylogyne cauliflora
Stylogyne cauliflora (Mart. & Miq.) Mez – gatunek roślin z rodziny pierwiosnkowatych (Primulaceae). Występuje naturalnie w Ekwadorze, Peru, Boliwii oraz Brazylii (w stanach Acre i Amazonas). 

## Morfologia
PokrójZimozielone drzewo dorastające do 7 m wysokości.
LiścieBlaszka liściowa jest skórzasta i ma eliptyczny kształt. Mierzy 30 cm długości oraz 10 cm szerokości, jest całobrzega, ma tępą nasadę i spiczasty wierzchołek. Ogonek liściowy jest nagi i ma 12 mm długości.
KwiatyZebrane w wierzchotkach wyrastających bezpośrednio na gałęziach (kaulifloria).